# 1189
1189 (MCLXXXIX) a fost un an obișnuit al calendarului iulian.

## Evenimente
- 21 ianuarie: Regii Filip August al Franței și Henric al II-lea al Angliei încep adunarea de trupe pentru participarea la Cruciada a treia.
- 11 mai: Împăratul Frederic Barbarossa pleacă din Ratisbonna pentru a participa la Cruciada a treia; potrivit surselor, numărul trupelor variază între 100.000 și 260.000, dintre care 20.000 de cavaleri.
- 13 iunie: Bătălia de la Koromogawa, în Japonia: conducătorul militar Minamoto no Yoshitsune cade în luptă.
- 28 iunie: Armata cruciată a împăratului Frederic Barbarossa ajunge pe teritoriul Imperiului bizantin; în pofida negocierilor prealabile, el intră în dispute cu împăratului bizantin Isaac al II-lea Angelos, care îi refuză trecerea și chiar inițiază negocieri cu sultanul Saladin.
- 4 iulie: Regele Henric al II-lea al Angliei este înfrânt la Azay-le-Rideau de către trupele fiului său, Richard Inimă de Leu, și ale regelui Filip August al Franței și cade prizonier.
- 4 iulie: Regele Henric al II-lea al Angliei este nevoit să încheie pacea de la Azay-le-Rideau cu regele Filip August al Franței și cu fiul său Richard Inimă de Leu, prin acceptarea condițiilor acestora: Henric plătește lui Filip suma de 20.000 de mărci, iar lui Richard îi recunoaște moștenirea asupra tronului Angliei; o înțelegere dintre Filip și Richard confirmă stăpânirea franceză asupra provinciei Berry.
- 24 august: Trupele împăratului Frederic Barbarossa ocupă de la bizantini Filipopol (astăzi, Plovdiv).
- 28 august- 12 iulie 1991: Asediul Acrei. Încălcându-și jurământul față de sultanul Saladin, cruciatul Guy de Lusignan începe să asedieze Accra, având sprijinul unor contingente sosite din Danemarca, Frizia, Saxonia și al cavalerilor flamanzi, francezi și englezi.
- 29 august: Banul Kulin al Bosniei scrie "Carta lui Kulin", veritabil act de naștere atât al limbii, cât și a statului bosniac.
- 8 septembrie: Regele Sancho I al Portugaliei cucerește de la mauri Silves (capitala provinciei Algarve) și Alvor cu ajutorul unei flote cu participanți din Anglia la Cruciada a treia.
- 1 octombrie: În cadrul asediului asupra Accrei, cade în luptă Gerard de Ridefort, marele maestru al Ordinului templierilor.
- 22 noiembrie: Împăratul Frederic Barbarossa cucerește de la bizantini Adrianopol și se îndreaptă către Constantinopol, dar se răzgândește în ultima clipă de la ideea cuceririi capitalei bizantine.

### Nedatate
- septembrie: Atacuri împotriva populației evreiești din Anglia (la Londra, Lincoln, Stamford).
- septembrie: Imediat după încoronare, regele Richard Inimă de Leu al Angliei începe vânzarea de castele, pământuri, privilegii, orașe etc., pentru strângerea de fonduri pentru Cruciada a treia.
- septembrie: Regele Richard Inimă de Leu al Angliei pretinde suma de 10.000 de mărci de la regele William Leul al Scoției.
- octombrie: Aflat la Alep, sultanul Saladin află știrea apropierii de Constantinopol a împăratului Frederic Barbarossa, cu un număr de circa 200.000 de oameni; Saladin îi cheamă pe toți musulmanii la djihad.
- 16 noiembrie: La moartea regelui Wilhelm al II-lea al Siciliei fără moștenitori masculini direcți, tronul este preluat de ginerele său, Henric, fiul împăratului Frederic Barbarossa, în virtutea căsătoriei acestuia cu Constance de Hauteville, cu toată opoziția lui Tancred de Lecce.
- Bulgarii și valahii conduși de frații Petru și Asan reușesc să își restabilească controlul asupra teritoriului dintre Dunăre și Munții Balcani, de unde îi izgonesc pe bizantini.
- Castelele cruciate Montreal și Kerak sunt ocupate de către sultanul Saladin.
- Clerul din Franța refuză să presteze "dijma lui Saladin", impusă de către regele Filip August în vederea cruciadei.
- După plecarea împăratului Frederic Barbarossa în cruciadă, ducele Henric Leul încearcă redobândirea posesiunilor pierdute (Saxonia, Bavaria etc.); tentativa eșuează.
- Orașul Dundalk din Irlanda obține o chartă.
- Tratat încheiat de negustorii germani și cei din Visby (insula Gotland) cu cneazul Iaroslav al Novgorodului.
- Veneția obține noi privilegii comerciale în Imperiul bizantin.

## Arte, Știință, Literatură și Filozofie
- Se încheie lucrările la minaretul Koutoubia din Marrakech.

## Înscăunări
- 18 februarie: Guangzong, împărat al Chinei.
- 20 iulie: Richard Inimă de Leu, duce de Normandia.
- 3 septembrie: Richard I, rege al Angliei (1189-1199).
- 16 noiembrie: Henric, rege al Siciliei.
- Gebra Maskal Lalibela, rege al Ethiopiei (1189-1212 sau 1229).

## Nașteri
- 13 iunie: Raymond Russignol, poet francez (d. 1263).
- 22 decembrie: Chagatai, principe mongol (d. 1242).
- Iuri al II-lea, mare cneaz de Vladimir (d. 1238).
- Sfântul Pedro Nolasco, lider religios francez (d. 1256).
- Skule Bardsson, om de stat norvegian (d. 1240).
- Yelu Chucai, om de stat mandarin (d. 1243).

## Decese
- 1 ianuarie: Henri de Marcy, abate cistercian și legat papal (n.c. 1136).
- 4 martie: Umberto al III-lea, conte de Savoia (n. 1136).
- 13 iunie: Minamoto no Yoshitsune, general japonez (n. 1159)
- 6 iulie: Henric al II-lea, rege al Angliei (n. 1133).
- 13 iulie: Matilda, ducesă de Saxonia și fiica regelui Henric al II-lea al Angliei (n. 1156).
- 1 octombrie: Gerard de Ridefort, mare maestru al Ordinului templierilor (n. ?)
- 16 noiembrie: Wilhelm al II-lea "cel Bun", rege normand al Siciliei (n. 1153).
- Anvari, poet persan (n. 1126).
- Conchobar Maenmaige Ua Conchobhair, rege irlandez în Connaught (n. ?)
- Fulmar, arhiepiscop de Trier (n.c. 1135).
- Geoffrey Ridel, lord-cancelar al Angliei (n. ?)
- Richard de Morville, conetabil al Scoției (n. ?)
- Shizong, împărat al Chinei din dinastia Jin (n. 1123).